# Iglesia de Santa María de Borredá
Santa María de Borredá es una iglesia del casco antiguo y urbano de Borredá (Bergadá) en la provincia de Barcelona, incluida en el Inventario del Patrimonio Arquitectónico de Cataluña.

## Descripción
Iglesia situada en el centro histórico de la ciudad. Es de planta basilical cubierta a dos aguas con teja árabe. Tiene tres naves, con un  presbiterio rectangular, una capilla y sacristía. Las naves laterales son bastante estrechas, y habían cobijado antiguas capillas. El campanario, de sección cuadrada, está a los pies del recinto y lo remata una barandilla de piedra. El edificio es una construcción de piedra y cal, que aunque conserva elementos de la época románica como es el de la puerta de forja, situada a mediodía, es una obra, principalmente, de finales del siglo XVII y de todo el siglo XVIII. La puerta de entrada actual, a poniente, es de época románica con las puertas hechas de madera con herrajes de hierro forjado. En cuanto al interior, cabe destacar sus decoraciones pictóricas de la segunda mitad del siglo XX.
El portal de entrada es de dos hojas o batientes que se abren hacia el interior y que cierra el portal de arco de medio punto de cara a poniente de la iglesia. El hierro fue durante la Edad Media el material básico para proteger las puertas, material que pronto evolucionó hacia formas decorativas, siendo el caso de la puerta de hierro forjado de Borredá, que repite el modelo de la gran mayoría de iglesias románicas de la comarca que conservan su puerta original.

## Historia
La primera mención de la iglesia data del año 938. Se conservan algunos vestigios del siglo XI, posiblemente la iglesia primitiva, identificados con la actual. La iglesia románica del siglo XII, se hizo en sustitución de la prerrománica del 938. En el siglo XVIII quedó pequeña debido al fuerte crecimiento demográfico de Borredá; las reformas efectuadas a finales del siglo XVIII para dar cabida el retablo barroco de la Virgen de la Popa resultaron insuficientes y en 1718 el abad de Ripoll dio permiso para hacer una nueva capilla del Santo Cristo. Las obras definitivas se realizaron el último tercio del siglo XVIII, concretamente en 1784. El campanario fue construido en 1790. Durante la Guerra civil española de 1936-1939 fue incendiada y se perdieron el conjunto de retablos barrocos que decoraban las capillas laterales y el altar mayor; en los años setenta del siglo XX se decoró el altar mayor con pinturas murales de los pintores vigatanos Camil Bofill y Pere Barniol Bartrolí.
En un camarín se venera la Virgen de la Popa, patrona del pueblo, con unos goigs dedicados para la devoción popular.